# Tiziano Ricci
Tiziano Ricci (Verona, 23 gennaio 1956) è un musicista, bassista e violoncellista italiano, ex componente del gruppo di rock progressivo italiano Banco del Mutuo Soccorso.

## Biografia
Tiziano Ricci inizia a studiare violoncello al Conservatorio Gioachino Rossini di Pesaro, con i Maestri Giuseppe Gramolini e Maurizio Gambini. Nel 1985 consegue il Diploma di Violoncello al Conservatorio Francesco Morlacchi di Perugia.
Già nel 1971 (a 15 anni) registra con il gruppo Paolo e i Crazy boys, una cover famosa negli anni '60 When a Man Loves a Woman con l'etichetta milanese Studio Zanibelli Records. Nello stesso periodo è il bassista della Joung Swing phonic Big Band di Cattolica e del gruppo Bingo che nel concerto a L'Altro mondo di Rimini nel 1977 fu da sostenitori ai Gentle Giant.
Nel 1976 insieme con Gianni Giudici (pianoforte), Paolo Pelegatti (batteria) e Peter Guidi (sassofono) si esibisce in vari concerti in Italia. Nel 1988 diviene il bassista Banco del Mutuo Soccorso. Dal 1997 collabora come violoncellista nell'orchestra sinfonica della Repubblica di San Marino.

## Collaborazioni come bassista, violoncellista e vocalist
Heather Parisi, Jean Rich, Umberto Bindi, Gigi Proietti, Fio Zanotti, Ornella Vanoni, Fabio Concato, Ron.

## Partecipazioni a concerti rassegne e concorsi in Italia e all'estero
- Rassegna “Panartis” Palazzo Barberini in Roma
- Cinquantesimo anniversario dell'UNESCO - Grand Auditorium de l'Université St. Esprit de Kaslik - Beirut (Libano)
- Ecole Secondaire Hariri - Sidone, (Libano)
- Riprese Stereofoniche RAI” Teatro Francesco Morlacchi di Perugia
- Concorso nazionale di Composizione “Castello di Belveglio” Asti.
- XI Corso di perfezionamento “Seminario per complesso d'archi” Festival delle nazioni di Musica da camera di (Città di Castello)
- Concerto finalisti Concorso Internazionale di Stresa “Premio Yamaha” ‘88

## Partecipazioni a concerti orchestre sinfoniche
Orchestra Filarmonica Marchigiana, Orchestra del Teatro dell’Opera di Roma, Orchestra Sinfonica Abruzzese; dirette dai Maestri: Mario Gusella, Alain Lombard, Piero Bellugi, Massimo de Bernart, Gheorghi Dimitrov, Massimo Pradella, Emir Saul, Georg Schmohe, Umberto Benedetti Michelangeli, Marc Andrae, Peter Maag.
Accompagnamento artisti: Maria Tipo, Severino Gazzelloni, Luciano Giuliani, Antonio Meneses, Benedetto Lupo, Paolo Bordoni, Mario Brunello, Alexander Lonquich, Raina Kabaivanska, Éva Marton, Edita Gruberová, Ginesa Ortega, Stephan Genz, Hector Ulises Passarella

## Partecipazioni a produzioni discografiche e video con il Banco del Mutuo Soccorso
- 1989 - Non mettere le dita nel naso
- 1992 - Ciò che si vede è (Video)
- 1997 - Il 13 - Live in Tokio
- 1997 - Nudo - En Concierto
- 1999 - Live in Mexico City

## Collaborazioni sigle televisive, radiofoniche e film
- 1979 - “Fantastico 1”
- 1981 - “Fantastico 2”
- 1982 - “Fantastico 3”
- 1983 - “Fantastico 4”
- “Omnibus” RadioRai
- “Lassie” serie televisiva
- 1990 - "Viaggio d'amore" (film) - Violoncello solista nella colonna sonora (Warner Chappell Music Italiana)

## Collaborazioni trasmissioni televisive
- 1987 – “Porto Matto” - RAI 1 con Paolo Zavallone
- 1987 - “Festa della mamma” - RAI 1 con Gigi Proietti

## Collaborazioni Discografiche
- 1979 - Heather Parisi “Disco bambina” CGD
- 1981 - Heather Parisi “Cicale & company” CGD
- 1982 - Umberto Bindi “D'ora in poi" Targa - Ricordi
- 1983 - Ornella Vanoni “Uomini”
- 1984 - Jean Rich “No arms can ever hold you” Polygram
- 1988 - Ron “Il mondo avrà una grande anima” RCA
- 1994 - Fabio Concato “Scomporre e ricomporre” Mercury

## Gli strumenti
- Tobias basic 5 corde p.u.
- Bartolini Fender Jazz bass fretlees del 1970
- Corde D'Orazio (www.doraziostrings.it